# Чолеві
Чолеві (груз. ჭოლევი) — село в Грузії.
За даними перепису населення 2014 року в селі проживає 139 осіб.